# Justo Abel Rosales
Justo Abel Rosales Justiniano (Quillota, 1855-Santiago, 30 de noviembre de 1896) fue un intelectual chileno del siglo XIX que se desempeñó como investigador, periodista, archivero, cronista y escritor. Su obra aborda diversos aspectos del pasado colonial y de comienzos del siglo XIX, destacándose varias investigaciones acerca de las historias y tradiciones de la ciudad de Santiago, que gozaron de gran aceptación popular. Parte de esta obra fue divulgada en periódicos santiaguinos y otros trabajos fueron publicados como libros.
Fue hijo de Exequiel Rosales, miembro de la fuerza naval chilena del Ejército Unido Restaurador durante la guerra contra la Confederación Perú-Boliviana, y Francisca de Borja Justiniano.
Sus primeras colaboraciones en prensa aparecieron cuando era joven, entre 1873 y 1874 en el periódico El Pueblo de Quillota, utilizando el seudónimo de Ruy Blas. En 1876 ingresó como escribiente en la Corte de Apelaciones de Santiago. Participó en la Guerra del Pacífico (1879-1884) y dejó el Ejército en 1881, año en que reasumió su escribanía en la Corte de Apelaciones de Santiago. En 1884, sin embargo, tuvo un incidente con el presidente de dicho tribunal y abandonó el puesto. Desde entonces trabajó como archivero de la Biblioteca Nacional de Chile.
En ese puesto, Rosales empezó a recopilar datos y publicar escritos basados en sus indagaciones bibliográficas. Algunos se convirtieron en libros de corte histórico que recogen, entre otras cosas, testimonios de los cambios experimentados por algunos barrios de Santiago. 
Durante aquellos años colaboró en casi todos los diarios de la época (El Ferrocarril, La Libertad Electoral y La Época, entre otros), experiencia que aprovechó cuando perdió su trabajo en la Biblioteca Nacional debido a sus afiliaciones balmacedistas. Así fundó La Democracia en 1891, junto con Salvador Soto.
En 1895 formó parte de la comitiva encargada de trasladar a Santiago los restos de Manuel Rodríguez Erdoíza, lo que motivó la publicación de Manuel Rodríguez. Su vida pública y su hoja de servicio (1894) y Los restos de Manuel Rodríguez, el mártir de Tiltil, junto con Enrique Allende Ríos (1895).
Justo Abel Rosales exploró un amplio rango de posibilidades para relatar los hechos registrados en Santiago. No solo cultivó los géneros propiamente históricos, como la crónica y la historiografía, sino que también produjo obras de ficción (algunas publicadas en folletines) a partir de los documentos históricos encontrados en la Biblioteca Nacional. Murió sumido en la pobreza en 1896.

## Obras
Entre sus obras se cuentan:
- Los saqueos de Santiago
- Historia de la cárcel política de Santiago
- La Cañadilla de Santiago. Su historia y sus tradiciones: 1541-1887
- Historia y tradiciones del Puente de Cal y Canto (1888)
- Sepulcros y difuntos
- Noticias históricas y tradiciones sobre el Cementerio Jeneral de Santiago (1888)
- La apoteosis de Arturo Prat y de sus compañeros de heroísmo muertos por la patria el 21 de mayo de 1879 (1888)
- Bibliografía del literato D. Miguel Luis de Amunátegui (1888)
- Brasileros y chilenos: páginas de una historia antigua y contemporánea; 1643-1889 (1889), publicada con motivo de la visita a Chile del príncipe Augusto Leopoldo.
- Mi campaña al Perú: 1879-1881 (recién publicado en 1984)

Algunas de sus obras pueden ser bajadas o leídas en Justo Abel Rosales.